# Brian Houston

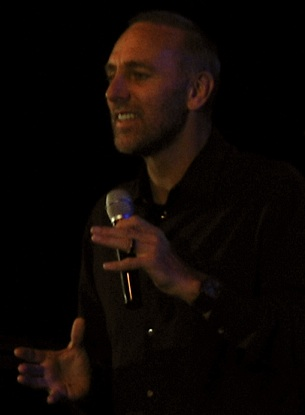
Brian Houston

Brian Houston (* 17. Februar 1954 in Auckland, Neuseeland) war 1983 Gründer und bis 2022 Hauptpastor der Hillsong Church in Sydney, einer der Pfingstbewegung nahestehenden und größten Kirchengemeinde Australiens.

## Leben und Wirken
Houston ist der jüngste Sohn von Frank Houston (1922–1999) und seiner Frau Hazel, die als Offiziere in der Heilsarmee gearbeitet hatten und später auch Pfingstpastoren wurden. Er hat einen älteren Bruder und drei ältere Schwestern.
Nach einer dreijährigen Ausbildung auf einer Bibelschule gründete er mit seiner Frau Bobbie 1983 im wachsenden Quartier The Hills Shire im Norden von Sydney das Hills Christian Life Centre (deutsch: Christliches Lebenszentrum Hillsong). dessen Gottesdienstbesuch in den kommenden Jahren von 45 auf 20.000 Menschen angewachsen ist und seit 1999 Hillsong Church heißt. Von Anfang an waren die Musiker Darlene Zschech und Geoff Bullock Teil dieser kleinen Gemeinschaft. Sie nutzten ihr musikalisches Können, um die Gemeinde auf eine höhere Ebene zu führen und für Außenstehende anziehend zu machen, und Houston brachte vor allem sein unternehmerisches Talent und seinen geschäftlichen Spürsinn ein. 1994 stellte er George Aghajanian als Geschäftsführer ein, der sein loyaler, diskreter und tüchtiger Assistent wurde. 
Houston gelang es weiter, junge und begabte Personen zu fördern und an sich zu binden und das Wachstum von Hillsong Church so voranzubringen, dass die Kirche im Jahr 2020 dreißig Niederlassungen auf sechs Kontinenten und zwei große Bibelschulen in Sydney und Kalifornien hatte. Hillsong Church wurde weltweit vor allem durch ihre Musiker, Sänger, Bands, Konzerte und Fernsehsendungen bekannt, die in 180 Ländern ausgestrahlt werden. In der Zwischenzeit wurden große Freikirchen in Kiew, London, Paris, Moskau, Kapstadt, Stockholm, Düsseldorf, München, Konstanz, Amsterdam und in über dreißig weiteren Städten gegründet.
Houston war von 1997 bis 2009 Präsident der internationalen pfingstlichen Kirchenvereinigung der Assemblies of God, die in Australien mehr als 200.000 Mitglieder haben.
Houston wurde im August 2021 in Sydney wegen Verschleierung einer schweren Straftat angeklagt, wobei es sich um das Wissen des Missbrauchs durch seinen Vater Frank an dem Knaben Brett Sengstock von 1965 bis 1977 bezogen haben soll. Angeblich habe er 1999 das Wissen um dieses Geständnis seines Vaters nicht an die Polizei weitergeleitet. Er zog sich aber für die Dauer des Gerichtsverfahrens aus fast allen Vorständen der Freikirche zurück, blieb jedoch globaler Hauptpastor bis am 18. März 2022. Der Prozess fand am 21. Dezember 2022 am örtlichen Gericht im Zentrum von Sydney statt, Houston wurde durch seinen Anwalt Phillip Boulten vertreten. Dieser plädierte auf unschuldig und machte Gründe geltend für das Verschweigen und Nichtanzeigen des Delikts seines Vaters an die Behörde. Im Juni 2023 sollte das Urteil gefällt werden. Schließlich wurde Houston vom Vorwurf, die „Verbrechen seines Vaters vertuscht zu haben“, im August 2023 freigesprochen.
Im Jahr 2022 wurde ihm von zwei Frauen vorgeworfen, dass er sich ihnen gegenüber 2013 und 2019 unangemessen verhalten haben soll. Da dieses Verhalten auch gegen den Kodex seiner Kirche verstoßen hatte, trat er als Hauptpastor zurück.

## Familie
1977 heiratete Brian Houston seine Frau Bobbie. Sie haben drei Kinder, Joel, Ben und Laura. Der älteste Sohn Joel Houston ist auch Pastor bei Hillsong in New York City und leitet die Band Hillsong United, Ben Houston ist leitender Pastor von Hillsong in Los Angeles, und Laura Houston arbeitet in der Jugendarbeit von Hillsong in Sydney mit ihrem Mann.

## Veröffentlichungen (Auswahl)
Houston hat etwa 15 Bücher geschrieben, darunter folgende:
- For this I was born: Aligning Your Vision to God's Cause, Thomas Nelson, 2008, ISBN 978-0-84991-913-8. 
  - Dafür lebe ich, Übersetzung: Anja Truckenbrodt, SCM Hänssler, Holzgerlingen 2009, ISBN 978-3-7751-4977-8.
- How to Maximise your Life, Hillsong Music Australia, 2013, ISBN 978-1-92207-632-8.
- Live. Love. Lead, Hodder & Stoughton, 2015, ISBN 978-1-47361-878-7. 
  - Leben. Lieben. Leiten. Heute beginnt dein bestes Leben, Übersetzung: Nina Strehl, Gerth Medien, Aßlar 2016, ISBN 978-3-95734-091-7.
- There is more: When the World Says You Can't, God Says You Can, WaterBrook, 2018, ISBN 978-0-73529-061-7. 
  - Es gibt mehr: Wenn die Welt sagt, du kannst nicht, sagt Gott, du kannst, Übersetzung: Gabriele Kohlmann, Grace today Verlag, Schotten 2018, ISBN 978-3-95933-082-4.